# Agylla laticilia
Agylla laticilia är en fjärilsart som beskrevs av Druce. Agylla laticilia ingår i släktet Agylla och familjen björnspinnare. Inga underarter finns listade i Catalogue of Life.